# インダノレクス
インダノレクス(Indanorex)は、1970年代に開発された精神刺激薬である。食欲減退薬としての効果を示し、また抗低血糖作用も持つ。